# Бойковіце
Бойковіце (чеськ. Bojkovice) — місто в Чехії, в Злінському краї, окрузі Угерске Градіште. Розташований на південному сході країни в історичній Моравській Словаччині у передгір'ях Білих Карпат. Поруч знаходиться чесько-словацький заповідник «Білі Карпати».
Знаходиться в 12-ти км на схід від м. Угерський Брод на річці Ольшаві.

## Історія
Історія міста походить від XI століття, коли тут виникло невелике поселення. Статус міста було отримано 1449 року. У 16 столітті місто зазнало нападу та руйнування угорським військом.
Розквіт міста настав у XIX столітті, коли тут було збудовано залізницю (1887).
Офіційний статус місто отримало у 1965 році.

## Визначні пам'ятки

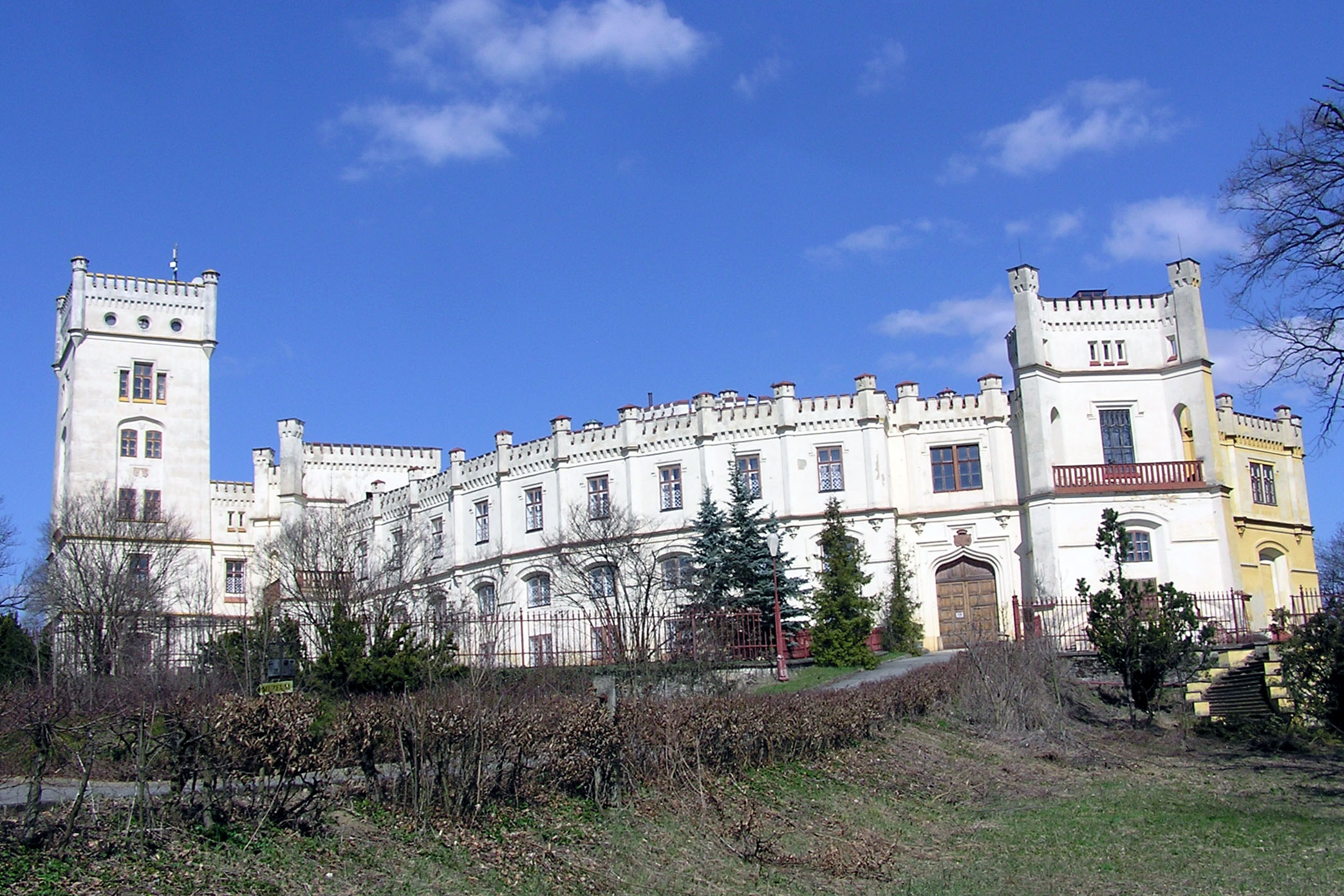
Замок Новий Свєтлов

- Замок Новий Свєтлов
- музей міста
- костел св. Лаврентія

## Населення
| Рік  | Чисельність | Чисельність |
| ---- | ----------- | ----------- |
| 1869 | 3454        | [ 6 ]       |
| 1880 | 3556        | [ 6 ]       |
| 1890 | 3536        | [ 6 ]       |
| 1900 | 3670        | [ 6 ]       |
| 1910 | 3821        | [ 6 ]       |
| 1921 | 3859        | [ 6 ]       |
| 1930 | 3983        | [ 6 ]       |

| Рік  | Чисельність | Чисельність |
| ---- | ----------- | ----------- |
| 1950 | 4021        | [ 6 ]       |
| 1961 | 4532        | [ 6 ]       |
| 1970 | 4429        | [ 6 ]       |
| 1980 | 4629        | [ 6 ]       |
| 1991 | 4858        | [ 6 ]       |
| 2001 | 4768        | [ 6 ]       |
| 2014 | 4464        | [ 7 ]       |

| Рік  | Чисельність | Чисельність |
| ---- | ----------- | ----------- |
| 2016 | 4393        | [ 8 ]       |
| 2017 | 4369        | [ 9 ]       |
| 2018 | 4374        | [ 10 ]      |
| 2019 | 4395        | [ 11 ]      |
| 2020 | 4382        | [ 12 ]      |
| 2021 | 4369        | [ 13 ]      |
| 2021 | 4251        | [ 14 ]      |

| Рік  | Чисельність | Чисельність |
| ---- | ----------- | ----------- |
| 2022 | 4310        | [ 15 ]      |
| 2023 | 4365        | [ 16 ]      |
| 2024 | 4403        | [ 17 ]      |
| 2025 | 4422        | [ 4 ]       |

| Рік  | Чисельність | Чисельність |
| ---- | ----------- | ----------- |
| 1869 | 3454        | [ 6 ]       |
| 1880 | 3556        | [ 6 ]       |
| 1890 | 3536        | [ 6 ]       |
| 1900 | 3670        | [ 6 ]       |
| 1910 | 3821        | [ 6 ]       |
| 1921 | 3859        | [ 6 ]       |
| 1930 | 3983        | [ 6 ]       |

| Рік  | Чисельність | Чисельність |
| ---- | ----------- | ----------- |
| 1950 | 4021        | [ 6 ]       |
| 1961 | 4532        | [ 6 ]       |
| 1970 | 4429        | [ 6 ]       |
| 1980 | 4629        | [ 6 ]       |
| 1991 | 4858        | [ 6 ]       |
| 2001 | 4768        | [ 6 ]       |
| 2014 | 4464        | [ 7 ]       |

| Рік  | Чисельність | Чисельність |
| ---- | ----------- | ----------- |
| 2016 | 4393        | [ 8 ]       |
| 2017 | 4369        | [ 9 ]       |
| 2018 | 4374        | [ 10 ]      |
| 2019 | 4395        | [ 11 ]      |
| 2020 | 4382        | [ 12 ]      |
| 2021 | 4369        | [ 13 ]      |
| 2021 | 4251        | [ 14 ]      |

| Рік  | Чисельність | Чисельність |
| ---- | ----------- | ----------- |
| 2022 | 4310        | [ 15 ]      |
| 2023 | 4365        | [ 16 ]      |
| 2024 | 4403        | [ 17 ]      |
| 2025 | 4422        | [ 4 ]       |